# چراغ سبز (ترانه لرد)
«چراغ سبز» تک‌آهنگی از هنرمند اهل نیوزیلند لرد برای دومین آلبوم استودیویی اش ملودراما (۲۰۱۷) است که در تاریخ ۲ مارس ۲۰۱۷ منتشر شد. در اشعار، لرد از «چراغ سبز» به عنوان استعاره سیگنال خیابانی استفاده می کند که به او اجازه می دهد تا به آینده حرکت کند.
این تک‌آهنگ در چارت‌های نیوزلند در رتبه اول و در چارت‌های کانادا، اسکاتلند، استرالیا جزو ده ترانه اول قرار گرفت.